# Инотузумаб озогамицин
Инотузумаб озогамицин — конъюгат антитело-препарат для лечения острого лимфобластного лейкоза. Одобрен для применения: США (2017).

## Механизм действия
Конъюгат анти-CD22 моноклонального антитела и препарата класса (калихеамицин) (озогамицин).

## Показания
рецидивирующий или рефрактерный пре-В-клеточный острый лимфобластный лейкоз

## Способ применения
Внутривенная инфузия.

## Беременность
Женщины детородного возраста во время лечения и 8 мес. после него должны использовать методы контрацепции.
Мужчины во время лечения и 5 мес. после него должны использовать методы контрацепции.

## Побочные эффекты
На этикетке препарата инотузумаб озагамицин в США имеется предупреждение FDA о риске токсичности печени, в частности, печеночной вено-окклюзионной болезни.
Наиболее распространёнными серьёзными побочными реакциями у людей, принимавших препарат в клинических испытаниях, которые привели к его одобрению, были инфекции (23%), потеря нейтрофилов с лихорадкой (11%), кровотечение (5%), боль в животе (3%), лихорадка (3%), печёночная вено-окклюзионная болезнь (2%) и усталость (2%).
Более чем у 20% людей наблюдались следующие побочные реакции: потеря тромбоцитов (51%), потеря нейтрофилов (49%), инфекции (48%), анемия (36%), лейкопения (35%), усталость (35%), кровотечение (33%), лихорадка (32%), тошнота (31%), головная боль (28%), потеря нейтрофилов с лихорадкой (26%), повышение уровня трансаминаз (26%), боль в животе (23%) и желтуха (21%).
От 10% до 20% людей также страдали потерей аппетита, рвотой, диареей, язвами во рту, запорами, ознобом и реакциями в месте инъекции.